# Montignac-Toupinerie
Montignac-Toupinerie è un comune francese di 136 abitanti situato nel dipartimento del Lot e Garonna nella regione della Nuova Aquitania.

## Società

### Evoluzione demografica
Abitanti censiti